# Détroit de Litke
Le détroit de Litke (en russe : пролив Литке, proliv Litke) ou détroit de Lütke est un détroit situé dans la mer de Béring, au nord de la péninsule du Kamtchatka, à l'est de la Russie. Le détroit sépare l'île Karaguinski du Kamtchatka. Il mesure entre 27 et 73 kilomètres de large. Le détroit porte le nom de l'explorateur russe Fiodor Litke (ou Friedrich von Lütke).